# پلسک (ساری)

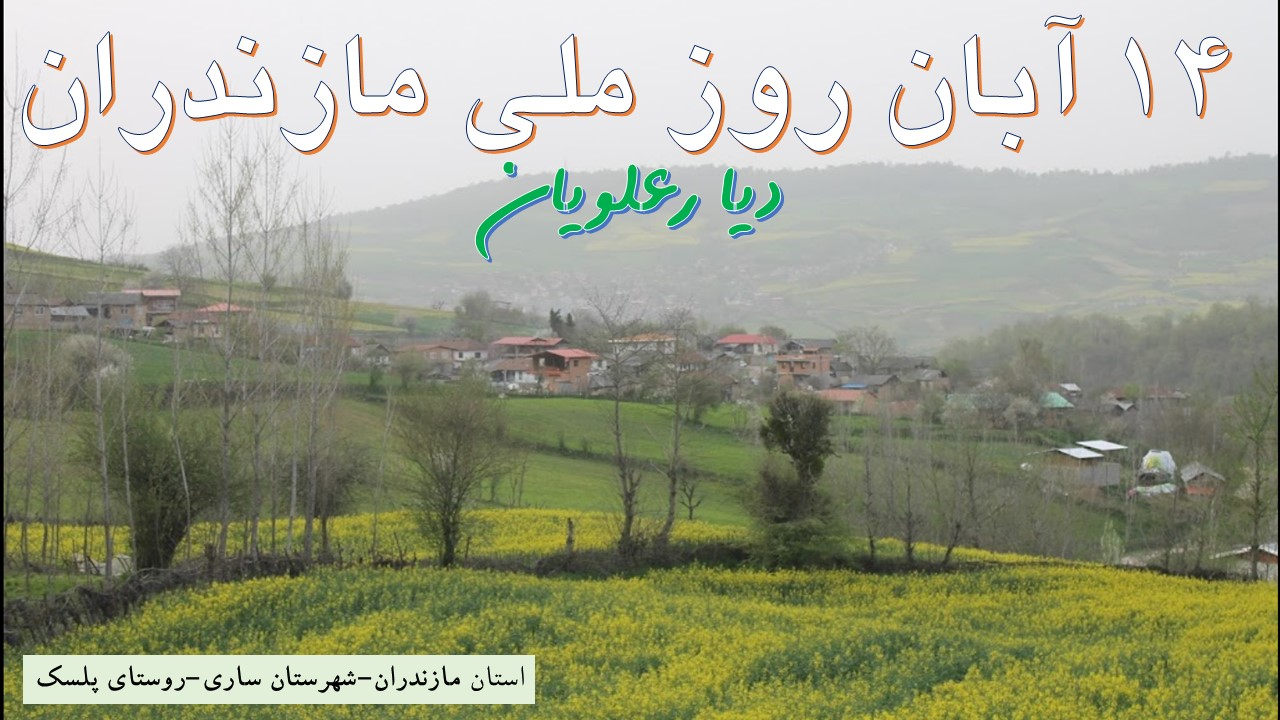

پلسک یک روستا در ایران است که در دهستان تنگه سلیمان بخش کلیجانرستاق بر اساس سرشماری سال ۱۳۹۵ واقع شده‌است که جمعیت ثابت آن طبق آمار ثبت شده در مرکز آمار ۲۱ خانوار و ۴۵ نفر می‌باشد. و جمعیت متغیر پلسک ۱۰۰ نفر می‌باشد. نام‌های خانوادگی اهالی روستا بریمانی، زارع، علیزاده، موسوی و هاشمی می‌باشد که اکثریت آنان پیوندهای نسبی و سببی با یکدیگر دارند. روستا از طبیعت بسیار بکری بهره‌مند است. که محیط آن عجین شده با آواز پرندگان می باشد که با مشاهده نقشه ماهواره ای آن می توانید زیبایی های پوشش گیاهی زیاد آمیخته با روستا را متوجه شوید  

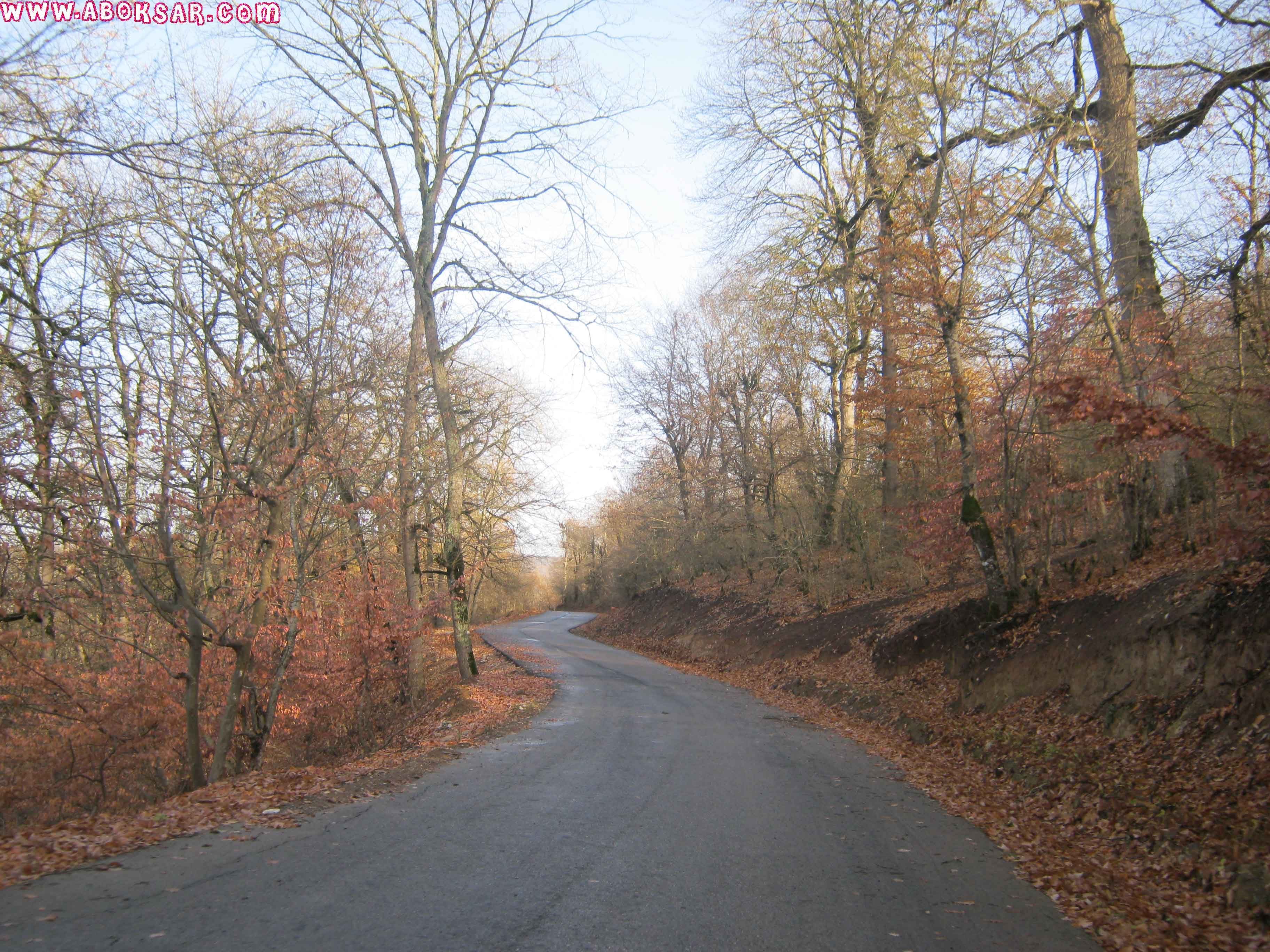

روستای پلسک در مجاورت روستاهای لارما، اجارستاق، میدانک، کلاخیل، آبکسر و پروریج آباد می‌باشد. بیشترین ارتباطات اجتماعی را با روستای آبکسر دارد.
|                     | ۱۳۹۸–۱۴۰۲ |
| ------------------- | --------- |
| سید اسکندر هاشمی    |           |
| سیدعلی اصغر هاشمی   |           |
| سید علی هاشمی       |           |
| دهیار:سیدامین هاشمی |           |

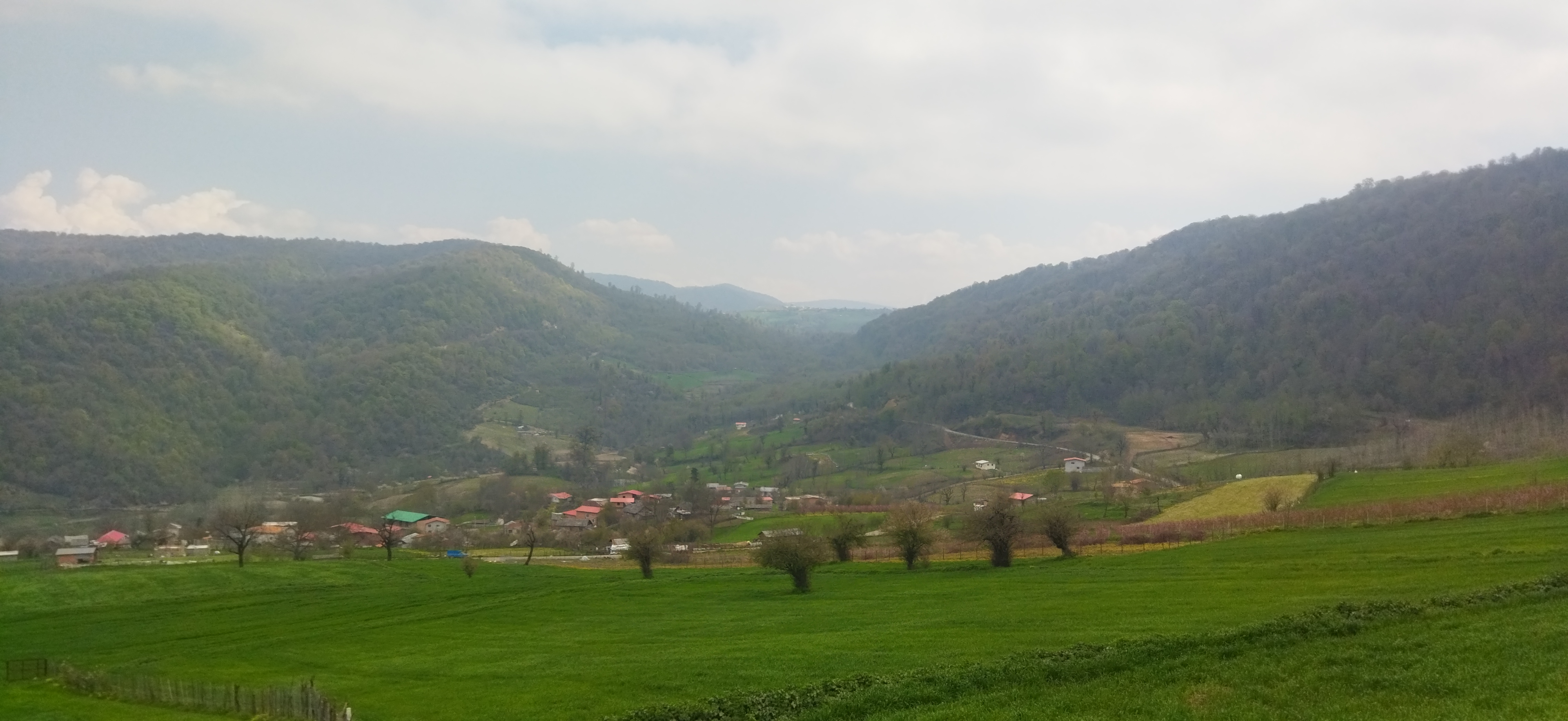

در این روستا آرامگاهی به نام امامزاده قاسم می‌باشد که این بقعه در چهل کیلومتری جنوب خاوری شهر ساری، در انتهای روستا پلسک بر روی تپّه ای کوچک قرار گرفته‌است.
بنای قبلی که از خشت و گل بوده را تخریب و بنای ساده جدید را که به ابعاد ۱۰×۵ متر با بام حلب سر است ساخته‌اند. بقعه شامل دو اتاق تو در توست که درب آن از جانب جنوب باز می‌شود. در اتاق اوّل مرقد آقا سیّد احمد موسوی پلسکی امجد، متوفای ۱۳۲۹ هـ. ش قرار دارد. اتاق دوّم مرقد امامزاده است که صندوقی چوبی به اندازه ۲×۲/۱ و به ارتفاع ۴۰/۱ سانتی‌متر آن را دربرگرفته است.
چشم‌انداز بقعه بسیار زیباست و زمین زیارتگاه نیز حدود دو هزار مترمربع است. دو درخت تنومند آزاد یکی به قطر چهار متر اخیراً از ریشه زده شد و آن دیگر به قطر دو متر و ارتفاع تقریبی چهل متر در صحن امامزاده وجود دارد. متأسفانه از هویّت صاحب مرقد اطّلاعی حاصل نشد.
اهالی روستا که اکثریت آنان از سادات هستند هر ساله به صورت کاروانی در ایام اربعین به زیارت عتبات عالیات  و مشهد مقدس می‌روند.
-،%۲۰پلسک%۲۰،%۲۰مرتع%۲۰ملک مرتع کرسنگ از مراتع ملی در این روستا واقع است. از مزارع این روستا می‌توان به همند،ولیک کاج،پلم چال،سرکاله، پلستیو اشاره کرد.

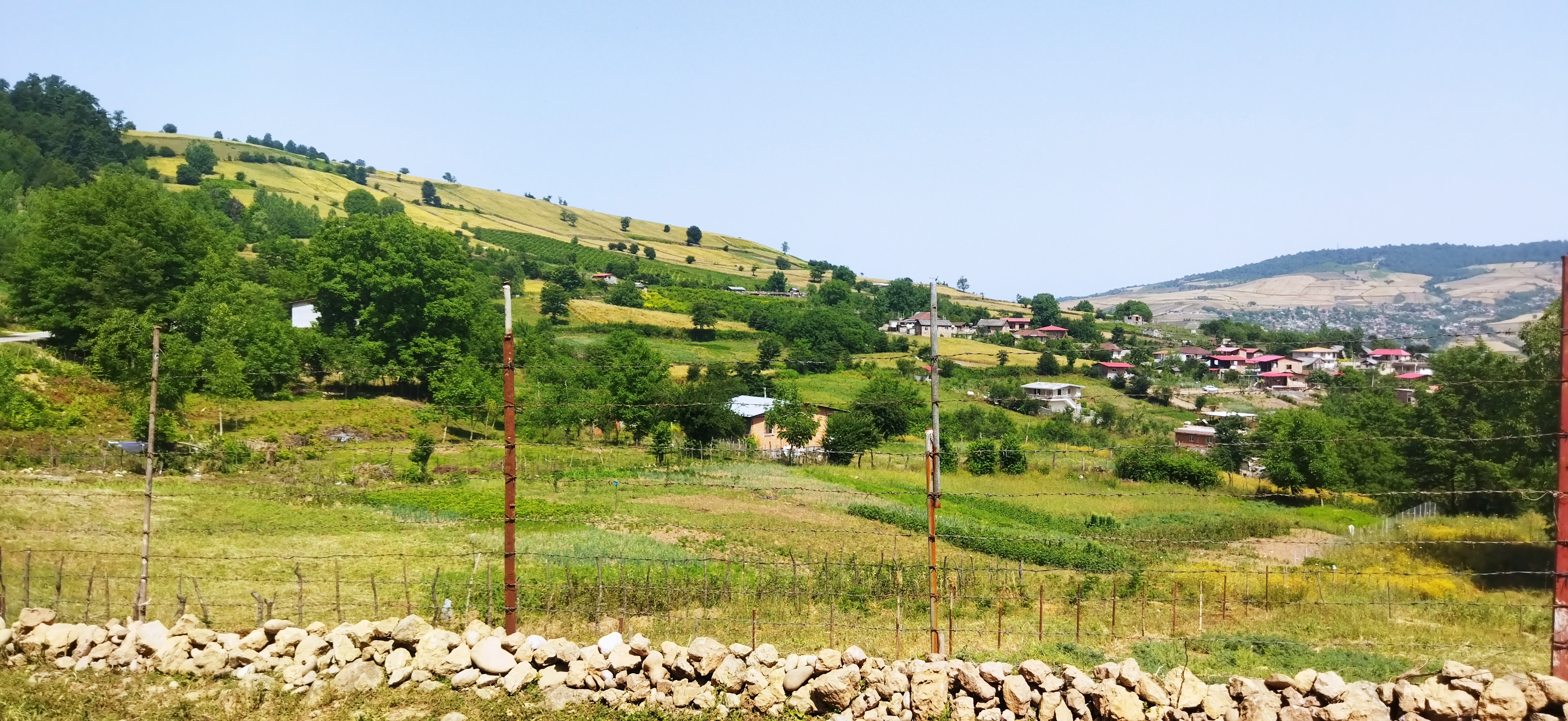

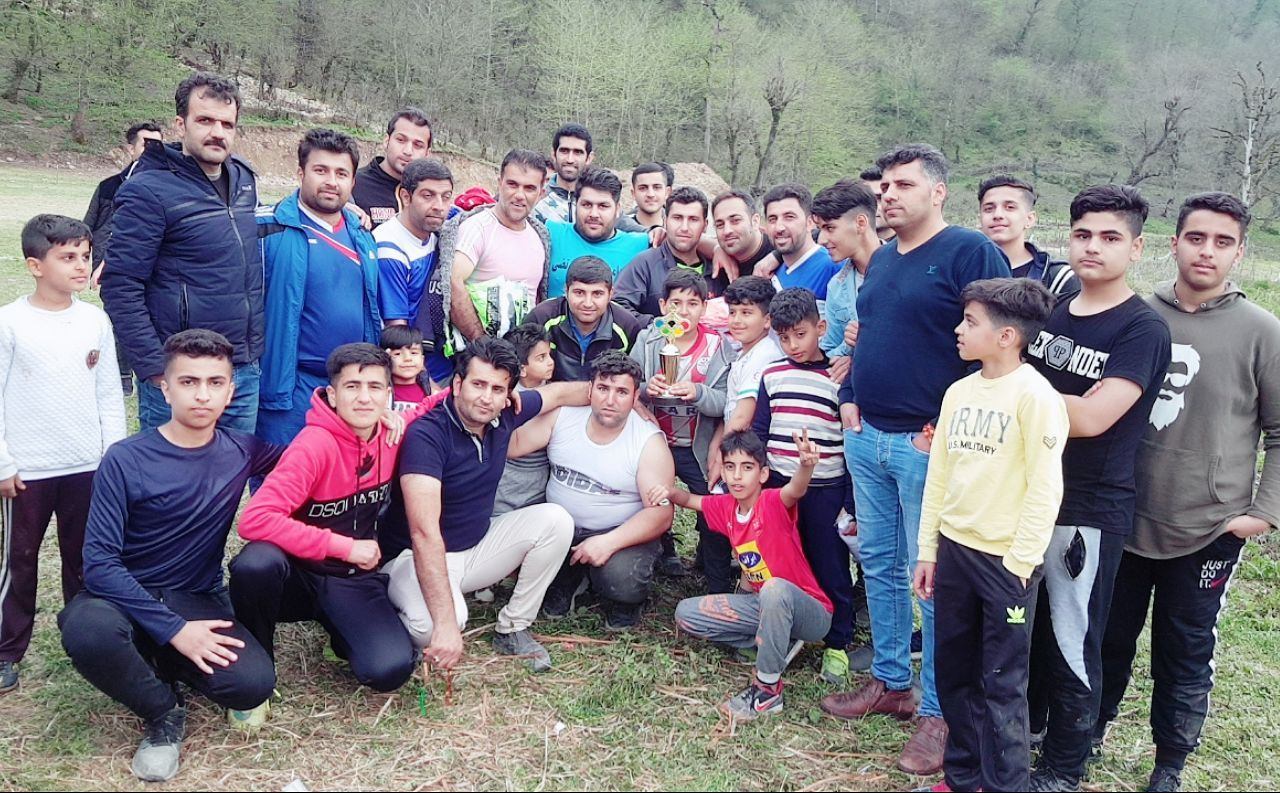

دومین دوره مسابقات جام شهدای بخش کلیجانرستاق ساری با حضور ۱۶ تیم در روستای پلسک با قهرمانی روستای اجارستاق و نایب قهرمانی تلوکلا در سال ۱۳۹۵ برگزار شد.
مسابقات نوروزی فوتبال در زمین فرهنگی و ورزشی شهدای پلسک برگزار می‌گردد. تیم مرحوم اصغری دارای دو عنوان قهرمانی و تیم‌های آتیه سازان و شهدای سانچی هر کدام یک عنوان قهرمانی دارند.
بیشترین همکاری های جمعی روستا در قالب اردوی جهادی با هماهنگی سیدسجاد هاشمی پلسکی انجام می گیرد.
1. ↑  مشارکت‌کنندگان ویکی‌پدیا. «Palesk». در دانشنامهٔ ویکی‌پدیای انگلیسی.
2. ↑  مطلب, رائد عبيس (2019). "التغير والسكون الاجتماعي قراءة بوبر لأفلاطون:, دراسة تحليلية". آداب الكوفة: 593. doi:10.36317/0826-011-039-022.

فیلم حصه رحمت (قصه رحمت) به نویسندگی و کارگردانی مسعود طاهری ، تصویربرداری آن در روستای «پلسک» از توابع شهرستان ساری صورت گرفت. نویسنده و کارگردان تله فیلم حصه رحمت تاثیرپذیری این فیلم از گاو ساخته داریوش مهرجویی را پذیرفت و گفت: من فیلم گاو را ندیدم تا از آن تأثیر نگیرم ولی اگر به این فیلم نزدیک شده باید اصلاح شود.
سید ولی هاشمی از نویسندگان خاطرات جنگ ۸ ساله ایران و عراق متولد روستای پلسک از شهرستان ساری می‌باشد که کتاب‌های بسیاری در این زمینه نگاشته‌است.
اقامتگاه تفریحی کلبه عشق  با مدیریت سینا بریمانی در این روستا است.
به گزارش خبرگزاری صدا و سیمای مازندران، اردوی جهادی سلامت به همت مجمع خیرین سلامت استان مازندران، آستان قدس رضوی، دانشگاه علوم پزشکی، استانداری مازندران و بسیج استان در روستای پلسک بخش کلیجانرستاق ساری برگزار شد.
در این اردوی یک روزه دکتر اسماعیلی مشاور استاندار به همراه پزشکان جوان و متخصص شرکت کردند تا بخشی از مشکلات مردم این روستا را برطرف کنند.
در این اردو علاوه بر پیگیری درمان جامعه هدف، تسهیلات اشتغالزایی و ساخت مسکن برای معلولین این روستا در دستورکار قرارگرفت.

با حضور معاون اداره‌کل کتابخانه‌های عمومی مازندران و بخشدار کلیجان رستاق منطقه دودانگه، موکب سیار کتابخوانی ویژه کودکان و نوجوانان با اجرای برنامه های فرهنگی نظیر کتابخوانی، نقاشی و عزاداری امام حسین(ع) در روستای پلسک دودانگه شهرستان ساری دایر شد.

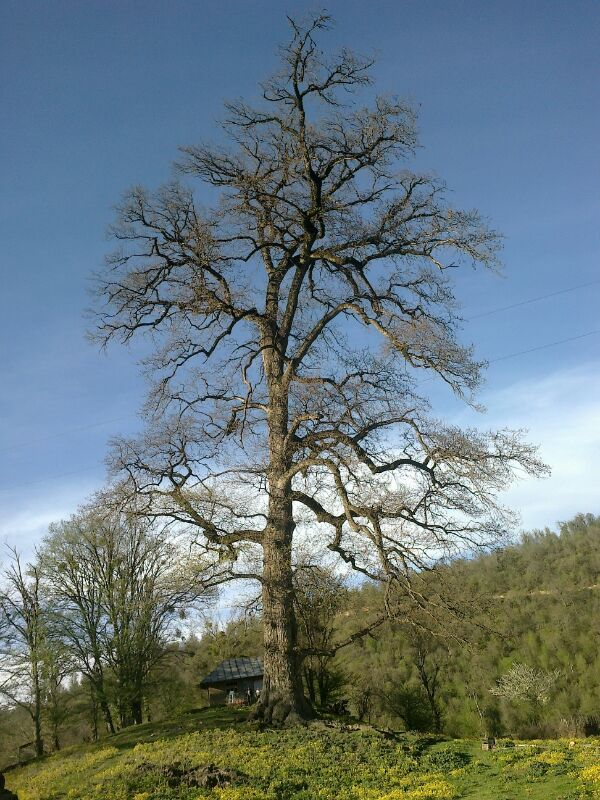

1. ↑   https://www.iribnews.ir/fa/news/3855642/%D8%A7%D8%B1%D8%AF%D9%88%DB%8C-%D8%AC%D9%87%D8%A7%D8%AF%DB%8C-%D8%A8%D8%A7-%D8%B7%D8%B9%D9%85-%D9%85%D8%AD%D8%B1%D9%88%D9%85%DB%8C%D8%AA%E2%80%8C%D8%B2%D8%AF%D8%A7%DB%8C%DB%8C. پارامتر |عنوان= یا |title= ناموجود یا خالی (کمک)
2. ↑   https://www.pana.ir/%D8%A8%D8%AE%D8%B4-%D8%A7%D8%B3%D8%AA%D8%A7%D9%86%D9%87%D8%A7-39/1215273-%D8%A8%D8%B1%DA%AF%D8%B2%D8%A7%D8%B1%DB%8C-%D9%85%D9%88%DA%A9%D8%A8-%D8%B3%DB%8C%D8%A7%D8%B1-%DA%A9%D8%AA%D8%A7%D8%A8%D8%AE%D9%88%D8%A7%D9%86%DB%8C-%D8%AF%D8%B1. پارامتر |عنوان= یا |title= ناموجود یا خالی (کمک)